# Virgilio legge l'Eneide ad Augusto, Livia e Ottavia
Virgilio legge l'Eneide ad Augusto, Livia e Ottavia (Virgile lisant l'Énéide devant Auguste, Livie et Octavie), anche noto come Tu Marcellus eris, è un dipinto a olio su tela di Jean-Auguste-Dominique Ingres, realizzato nel 1811-1812. Dal 1867 è conservato al musée des Augustins di Tolosa.

## Storia
Nel 1811 l'opera venne commissionata a Ingres dal governatore francese di Roma, il generale Sextius Alexandre François de Miollis, che era un ricco mecenate, per la sua residenza, la villa Aldobrandini. Essendo un grande ammiratore di Virgilio, fece innalzare una statua in onore del poeta quando si trovava a Mantova, e molto probabilmente fu lui stesso a suggerire questo tema specifico all'artista. Il quadro venne consegnato l'anno successivo.
Nel 1835, Ingres lo acquistò da un Borghese e lo inviò a Parigi per effettuare  modifiche importanti alla composizione, forse con Raymond Baize, tra cui quelle relative alla cornice architettonica e l'aggiunta delle figure di Agrippa e di Gaio Mecenate all'estrema destra. Inoltre ampliò una parte di tela sul bordo superiore per convertire la composizione in un formato verticale, ma non rimase soddisfatto del risultato e cancellò l'aggiunta. Alla sua morte, nel 1867, Ingres lasciò il quadro alla città di Tolosa.

## Descrizione

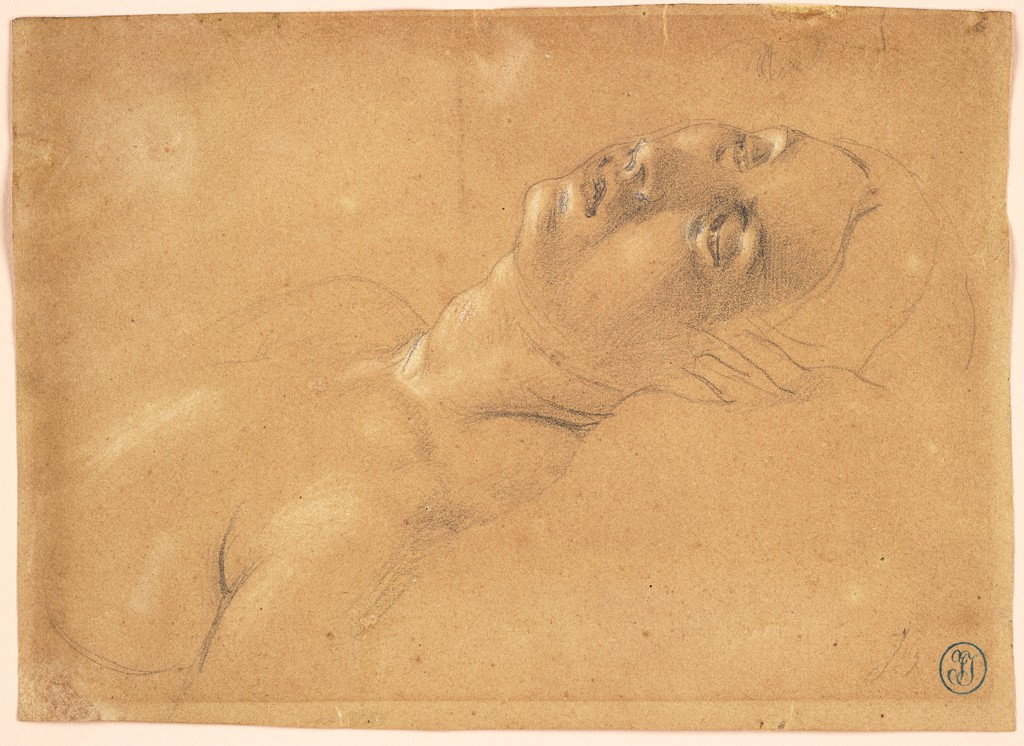
Uno studio per la testa di Ottavia.

Il dipinto si basa su un aneddoto, riportato nella Vita di Virgilio di Elio Donato (che risale alla fine del quarto secolo), nel quale il poeta legge all'imperatore Augusto, a sua moglie Livia e a sua sorella Ottavia il passo del libro sesto dell'Eneide sulla discesa di Enea negli inferi, quello con Anchise che predice la fine prematura di Marcello.  Ottavia rivive quindi la tragedia di suo figlio Marcello, che era morto da poco, e sviene quando sente i versi famosi "Tu Marcellus eris" ("Tu sarai Marcello") sotto lo sguardo di Livia, che aveva fatto assassinare quest'ultimo per assicurare a suo figlio Tiberio la successione alla guida dell'impero romano. A causa dello svenimento della sorella, Augusto fa cenno a Virgilio di interrompere la lettura. I consiglieri di Augusto, Marco Vipsanio Agrippa e Mecenate, guardano la scena in secondo piano. I mobili e la decorazione sono di ispirazione pompeiana.
Questo aneddoto venne rappresentato anche nelle opere di altri artisti, come Jean-Joseph Taillasson, Antonio Zucchi, Jean-Baptiste Wicar, Jean-Bruno Gassies e Angelica Kauffmann.
In una lettera del 2 febbraio del 1812 rivolta a François Gérard, Ingres scrisse di essere attratto dal lato emotivo e oscuro della scena. Nel 1832, egli disse che Livia rimase fredda come il marmo dinnanzi all'incidente che avrebbe potuto comprometterla.

## Versioni

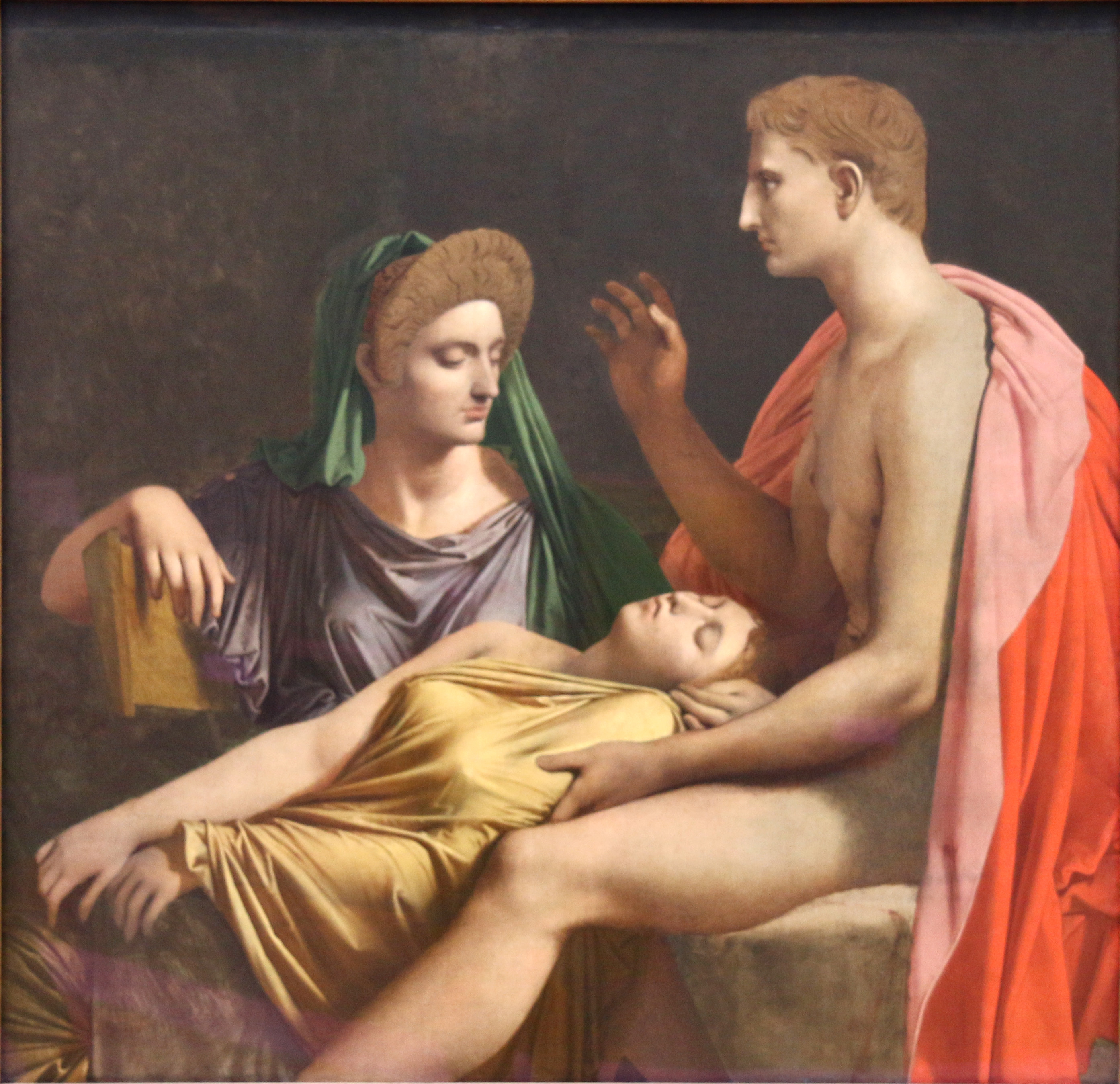
La riduzione del museo brussellese, ritenuta quella iniziata nel 1813.

In cinquantatré anni, Ingres rivisitò questa scena dell'antichità in più di cento disegni e acquerelli e tre dipinti a olio. Già nel 1813 Ingres abbozzò una seconda versione per il Salone, ma alla fine non la espose. Uno dei dipinti, un frammento con tre figure ritagliate da una versione abbandonata e incompiuta, che si trova ai musei reali di belle arti del Belgio a Bruxelles, potrebbe corrispondere a questa versione.
Nel 1825, realizzò un disegno col pastello a cera in formato da ritratto come modello per un'incisione realizzata da Charles Simon Pradier nel 1832. Nel disegno e nella stampa, una scultura di Marcello si trova dietro i quattro personaggi centrali, sullo sfondo. La statua si trova anche in uno schizzo fatto con il guazzo, la penna a inchiostro nero e l'acquerello su carta azzurra, oggi al museo Metropolitano.
Nel 1865, Ingres realizzò una terza versione a olio (oggi al museo d'arte dell'università La Salle di Filadelfia) dipingendo da una copia della stampa di Pradier.

## Analisi
Nella versione originale, Ingres utilizzò il chiaroscuro per trattare questo soggetto notturno. Ingres riprese la figura di Ottavia dalle tavole di Sylvain Maréchal per le Antiquités d'Herculanum (1780), mentre si ispirò alle statue del Campidoglio e a un busto conservato ai musei del Vaticano per Augusto. La posa di Ottavia richiama l'Atala di Anne-Louis Girodet (al museo del Louvre di Parigi) e la sua illustrazione per la Fedra di Jean Racine. L'acconciatura e la posa di Livia si ispiravano alla statua di marmo del Canova che raffigurava Letizia Bonaparte o all'incisione che ne fece Charles Normand dal disegno di Charles-Paul Landon per il Salone del 1808.